# Apiomorpha subconica
Apiomorpha subconica är en insektsart som först beskrevs av Johann Gottlieb Otto Tepper 1893.  Apiomorpha subconica ingår i släktet Apiomorpha och familjen filtsköldlöss. Inga underarter finns listade i Catalogue of Life.